# 維多利亞·麗絲圖諾娃
維多利亞·维克托罗芙娜·麗絲圖諾娃（俄語：Виктория Викторовна Листунова，羅馬化：Viktoria Viktorovna Listunova，2005年5月12日—），俄罗斯女子竞技体操运动员。2021年，她在2020年夏季奧林匹克運動會體操比賽代表俄羅斯奧林匹克委員會和队友夺得女子团体金牌。
2023年4月15日，乌克兰批准对支持俄罗斯入侵乌克兰的351名个人和254个实体组织实施新制裁的法令。麗絲圖諾娃因支持俄罗斯入侵乌克兰的行动而被列入制裁名单。